# Francesco D'Onofrio
Francesco D'Onofrio (Luik, 6 oktober 1990) is een Belgische voetballer die sinds 2020 bij RFC Seraing speelt. Hij is de zoon van wijlen voetbaltrainer Dominique D'Onofrio.

## Carrière
D'Onofrio genoot zijn jeugdopleiding bij Standard Luik, waar zijn vader Dominique en oom Luciano toen aan de slag waren. In het seizoen 2009/10 aan de A-kern werd toegevoegd. Op de zeventiende speeldag van het seizoen 2010/11 mocht hij een eerste maal invallen in de met 7-0 gewonnen thuismatch tegen Lierse SK. Francesco werd bij zijn debuut uitgefloten door een deel van de Standard-aanhang, die de club nepotisme verweet.
Begin december 2011 werd zijn contract bij Standard in onderling overleg ontbonden. In de zomer van 2012 vond hij in Portugal een nieuwe club: SC Olhanense. Daar vertrok hij na één seizoen, waarop hij een seizoen lang zonder club zat. Na twee seizoenen bij de Belgische tweedeklasser RFC Seraing trok hij in 2016 opnieuw naar Portugal, ditmaal naar FC Penafiel, maar daar kwam hij slechts één keer in actie in een bekerwedstrijd. Na opnieuw een seizoen zonder club vond hij in 2018 onderdak bij Lierse Kempenzonen. Hier werd hij in januari 2020 samen met Kassim Doumbia naar de B-kern gestuurd. Op het einde van het seizoen liep zijn contract transfervrij af. Zo kon hij op 3 juli 2020 transfervrij tekenen voor RFC Seraing. De club waar hij in zijn carrière het meest speelde en het langst was. In juni 2022 werd zijn aflopende contract met één seizoen verlengd.

## Statistieken
| Seizoen         | Club               | Land              | Competitie         | Competitie  | Competitie  | Beker       | Beker       | Totaal      | Totaal      |
| Seizoen         | Club               | Land              | Competitie         | Wed.        | Goals       | Wed.        | Goals       | Wed.        | Goals       |
| --------------- | ------------------ | ----------------- | ------------------ | ----------- | ----------- | ----------- | ----------- | ----------- | ----------- |
| 2010/11         | Standard Luik      | Vlag van België   | Jupiler Pro League | 1           | 0           | 0           | 0           | 1           | 0           |
| 2011/12         | Standard Luik      | Vlag van België   | Jupiler Pro League | 0           | 0           | 0           | 0           | 0           | 0           |
| 2012/13         | SC Olhanense       | Vlag van Portugal | Primeira Liga      | 6           | 0           | 1           | 0           | 7           | 0           |
| 2013/14         | zonder club        | zonder club       | zonder club        | zonder club | zonder club | zonder club | zonder club | zonder club | zonder club |
| 2014/15         | Seraing United     | Vlag van België   | Proximus League    | 25          | 0           | 0           | 0           | 25          | 0           |
| 2015/16         | RFC Seraing        | Vlag van België   | Proximus League    | 16          | 1           | 0           | 0           | 16          | 1           |
| 2016/17         | FC Penafiel        | Vlag van Portugal | Segunda Liga       | 0           | 0           | 1           | 0           | 1           | 0           |
| 2017/18         | zonder club        | zonder club       | zonder club        | zonder club | zonder club | zonder club | zonder club | zonder club | zonder club |
| 2018/19         | Lierse Kempenzonen | Vlag van België   | Eerste klasse am.  | 20          | 0           | 1           | 0           | 21          | 0           |
| 2019/20         | Lierse Kempenzonen | Vlag van België   | Eerste klasse am.  | 0           | 0           | 0           | 0           | 0           | 0           |
| 2020/21         | RFC Seraing        | Vlag van België   | Eerste klasse B    | 3           | 0           | 1           | 0           | 4           | 0           |
| 2021/22         | RFC Seraing        | Vlag van België   | Eerste klasse A    | 5           | 0           | 1           | 0           | 6           | 0           |
| 2022/23         | RFC Seraing        | Vlag van België   | Eerste klasse A    | 0           | 0           | 0           | 0           | 0           | 0           |
| Carrière totaal | Carrière totaal    | Carrière totaal   | Carrière totaal    | 76          | 1           | 5           | 0           | 81          | 1           |

Bijgewerkt op 28 juni 2022
1 Galjé ·
2 Sylla ·
4 Tshibuabua ·
6 Cachbach ·
8 Kilota ·
9 Elisor ·
10 Marius ·
11 Abanda ·
12 Bernier ·
14 Guillaume ·
15 Lahssaini ·
16 Martin ·
18 Poaty ·
20 Ba ·
21 Sambu ·
23 Lepoint ·
30 Dietsch ·
34 Trémoulet ·
35 Conceição ·
40 Opare ·
52 Serwy ·
53 D'Onofrio ·
61 Silini ·
67 Renzulli ·
70 Solheid ·
Coach: Jeunechamps